# Sebastian Vitus Schlupf
Sebastian Vitus Schlupf (* 15. Juni 1761 in Augsburg; † 14. März 1826 in Hamburg) war ein deutscher Bildhauer und Lehrer für das Dekorationszeichnen bei der "Gesellschaft zur Beförderung der Künste und nützlichen Gewerbe", später "Patriotische Gesellschaft von 1765" in Hamburg.

## Leben

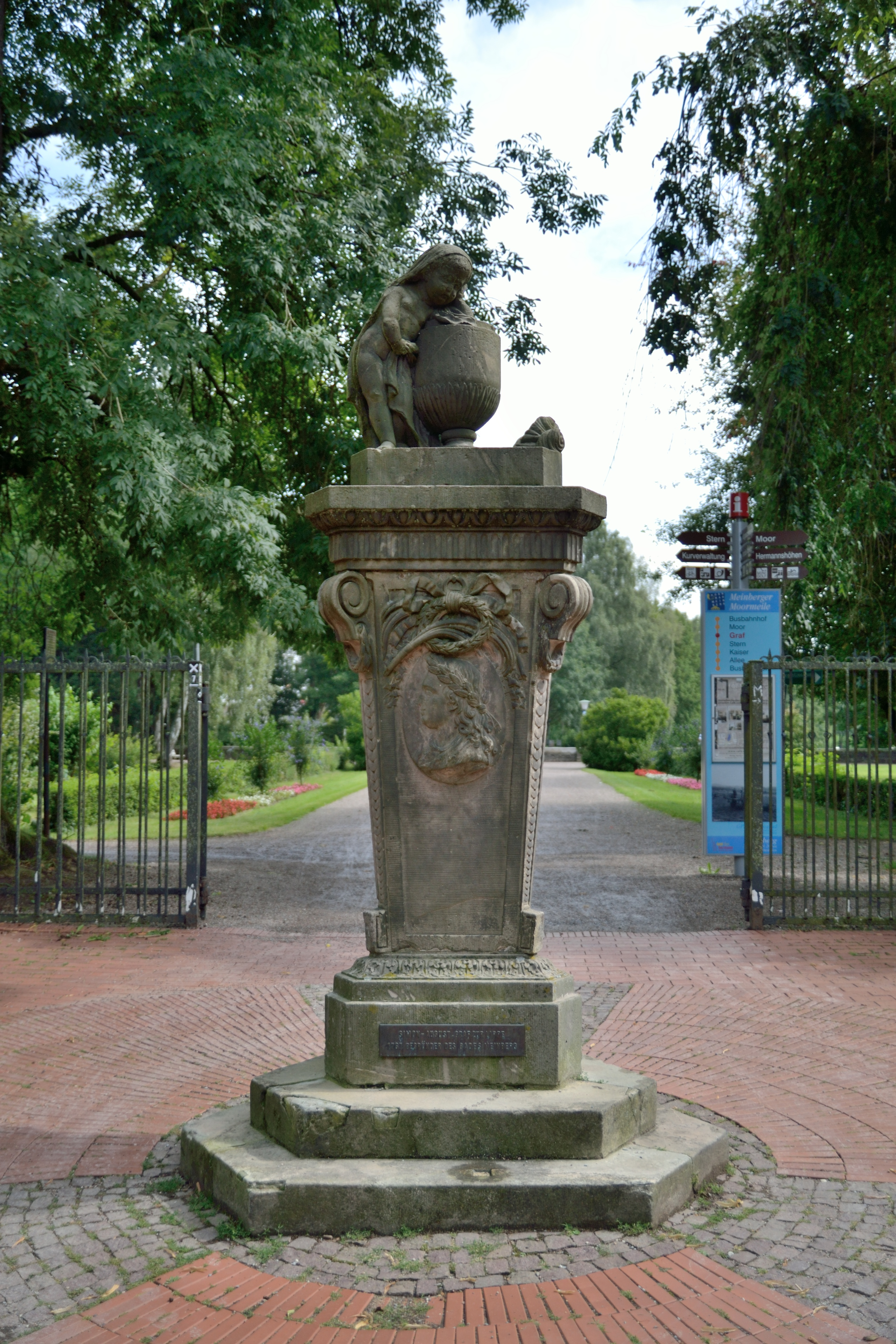
Denkmal für Simon August Graf von Lippe, 1789, in Bad Meinberg

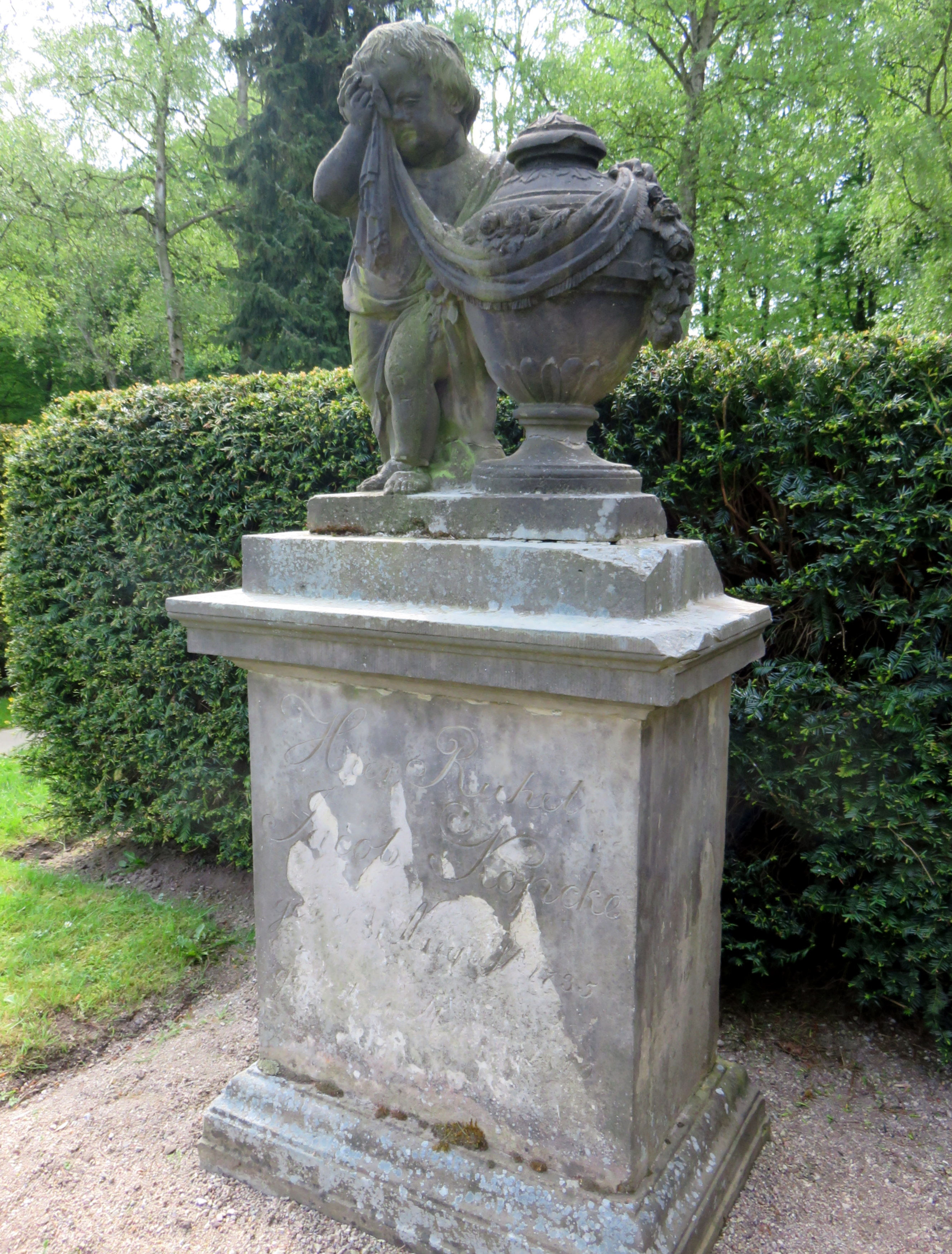
Das Köpcke-Grabmal, 1810, in Hamburg

Schlupf entstammte einer Augsburger Bildhauerfamilie: Der Vater Johann(es) Schlupf (* 1723 in Batzhausen, Oberpfalz) errang 1751 seinen Meistertitel, der Bildhauer Johann Joseph Goetzl war einer seiner Schüler. Der Großvater mütterlicherseits, Johann Joseph Obrist, wirkte mit in Kirche, Kloster, Residenz; hervorzuheben sind dessen detaillierte Entwürfe für Tabernakel, Kanzel, Altaraufsätze in Augsburg und im süddeutschen Raum, die Großmutter war mit der Weilheimer Bildhauerfamilie Dirr verwandt, zu der auch Philipp Dirr gehört hatte. Die Paten von Sebastian Vitus Schlupf und die seiner Geschwister waren Maler und Kupferstecher.
1791 ließ sich Sebastian Vitus Schlupf in Hamburg nieder. Zuvor war für Detmold ein "geschickter junger Bildhauer Schlupf" beschrieben worden der für den 18-jährigen Leopold I. von Lippe 1789 das Denkmal zu Ehren von dessen verstorbenem Vater Simon August angefertigt hatte. Der junge Fürst hatte, von Dessau (Besuch der Basedowschen Schule) und Leipzig (abgebrochenes Universitätsstudium) zurückgekehrt, dafür 1786 extra einen Sandsteinfelsen aus dem Teutoburger Wald heranschaffen lassen. Diese Darstellung einer trauernden Putte mit Urne auf einem Porträt-Relief verzierten Pfeiler (heutiger Standort: Parkallee Bad Meinberg am Eingang zum Kurpark) erinnert an die Handschrift des Leipziger Bildhauers und Zeichen-Professors Adam Friedrich Oeser (1717–1799).
1792 nahm Sebastian Vitus Schlupf in Hamburg an einem Bewerbungsverfahren bei der Patriotischen Gesellschaft teil – eine ähnliche Einrichtung gab es auch in Augsburg, die reformierte „Reichsstädtische Kunstakademie Augsburg“ („Privatgesellschaft zur Ermunterung der Künste“). Wegen der „Vielseitigkeit des jungen Künstlers“, der Beispiele seiner Kunstfertigkeit vorgelegt hatte u. a. "Rahmen der Bildnisse der Herren Professoren Reimarus und Büsch", entschied man sich für ihn als ersten Lehrer der neu einzurichtenden „Klasse für das Dekorationszeichnen“ zur Fortbildung der begabtesten jungen Tischler und Maler. Dieses Amt bekleidete Schlupf zusätzlich zu seiner Bildhauertätigkeit bis 1811. Daneben war er „als außerordentlicher Lehrer der schönen Zeichnenkunst“ am Johanneum eingesetzt.
Sebastian Vitus Schlupf war verheiratet mit Sophia Wilhelmina Boedecker, deren Familie, zurückgehend auf einen Nürnberger Kaufmann, in Hamburg Inhaber von Läden für Spiegel, „Mobilien“, „Nürnberger Waaren“, „Byjouterie et Galanterie“ waren. Schlupf und seine Frau hatten ab 1812 zusätzlich zur Bildhauerwerkstatt selbst auch ein Geschäft für „Nürnberger Waaren“ und Spielzeug, welches nach seinem Tod 1826 weitergeführt wurde bis 1841. Das Ehepaar hatte mehrere Kinder, darunter „J. J. W. (Johann Jacob Wilhelm) Schlupf jun., Bildhauer, auch in Stein“.
Etwa ab dem letzten Jahrzehnt des 18. Jahrhunderts kam es wegen der Verlagerung der althamburgischen Kirchhöfe nach außerhalb der Wallanlagen zu einer erhöhten Nachfrage nach Grabmalen. Auf dem Ohlsdorfer Friedhof werden erhaltenswürdige private Steine (Heckengarten-Freilichtmuseum) und Vereins-Steine (Ämtersteine-Museumsgarten) gezeigt, von denen einige der Werkstatt von S. V. Schlupf und/oder seinem Sohn zugeordnet werden könnten, z. B. die Stele mit Porträt-Relief des Prof. Johann Georg Büsch (gekauft 1794, Erstbestattung: seine Ehefrau 1798), insbesondere aber die (Stein-)Tränen vergießende Putte mit Urne für den Kaufmann Jakob Köpcke von 1810.
Durch den Hamburger Brand von 1842 und die Bombardierungen von 1943 wurde Schlupfs Werkstatt-Umfeld schwer betroffen, und bei der nahe gelegenen Patriotischen Gesellschaft wurden jeweils (Große Johannisstraße, Trostbrücke) Bibliothek und Archiv zerstört, so dass keine Zeugnisse seiner Tätigkeit als Dekorationszeichenlehrer oder seine Bildhauer-Entwürfe erhalten sind.

## Werke
In den periodisch von der Patriotischen Gesellschaft herausgegebenen Schriften im Rahmen von öffentlichen Ausstellungen werden erwähnt:
- Kolossaler Merkur aus Holz, geschnitzt nach der Antike, „8 Fuß hoch“[19]
- Blumenstück, aus Holz geschnitzt
- geschnitzte Rahmenverzierungen mit Eichenlaub und antiken Figuren in Basrelief[20]

1803 lieferte Schlupf für die Kirche St. Johannis in Hamburg-Neuengamme:
- Taufsäule mit gedeckelter Schale (heute noch vorhanden)
- Klingender Orgelprospekt, reich verziert mit Amphoren, Engeln und geschnitzter Orgelpfeifenverkleidung
- Kanzel sowie Ambo

Jeweils zumindest den grundlegenden Entwurf lieferte er für folgende 1806 in der Kirche St. Severini in Hamburg-Kirchwerder aufgestellten Werke:
- Taufsäule mit gedeckelter Schale
- Kanzeldach, geschmückt mit einem Strahlenkranz, der Kanzelgestaltung in St. Johannis, HH-Neuengamme, auffällig ähnlich[21]

1818 für St. Petri Hamburg Gestühl-Gestaltung mit Petrus und Paulus Figuren.

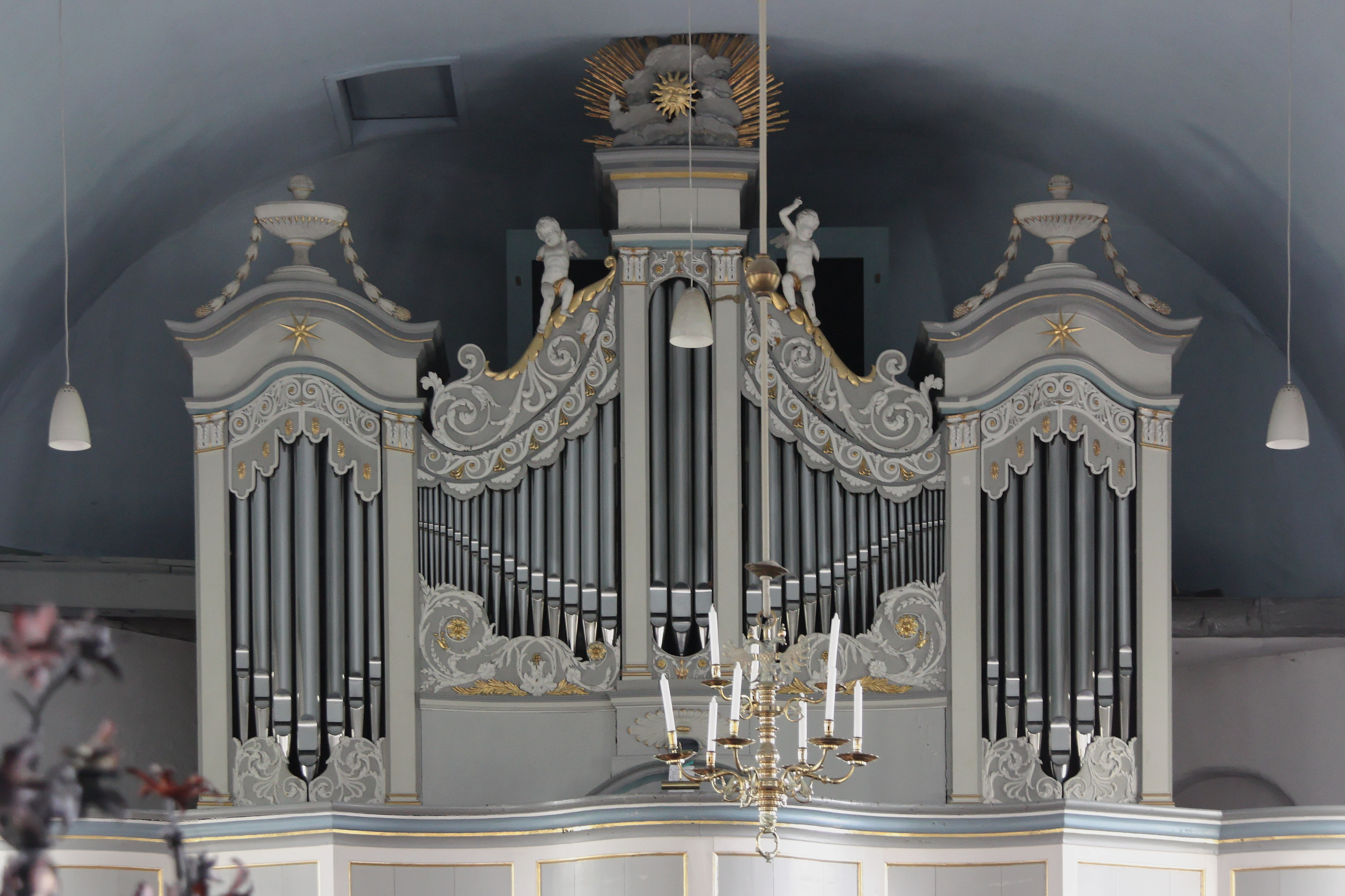
"Klingender Orgelprospekt" mit Strahlenkranz in St. Johannis, HH-Neuengamme, 1803
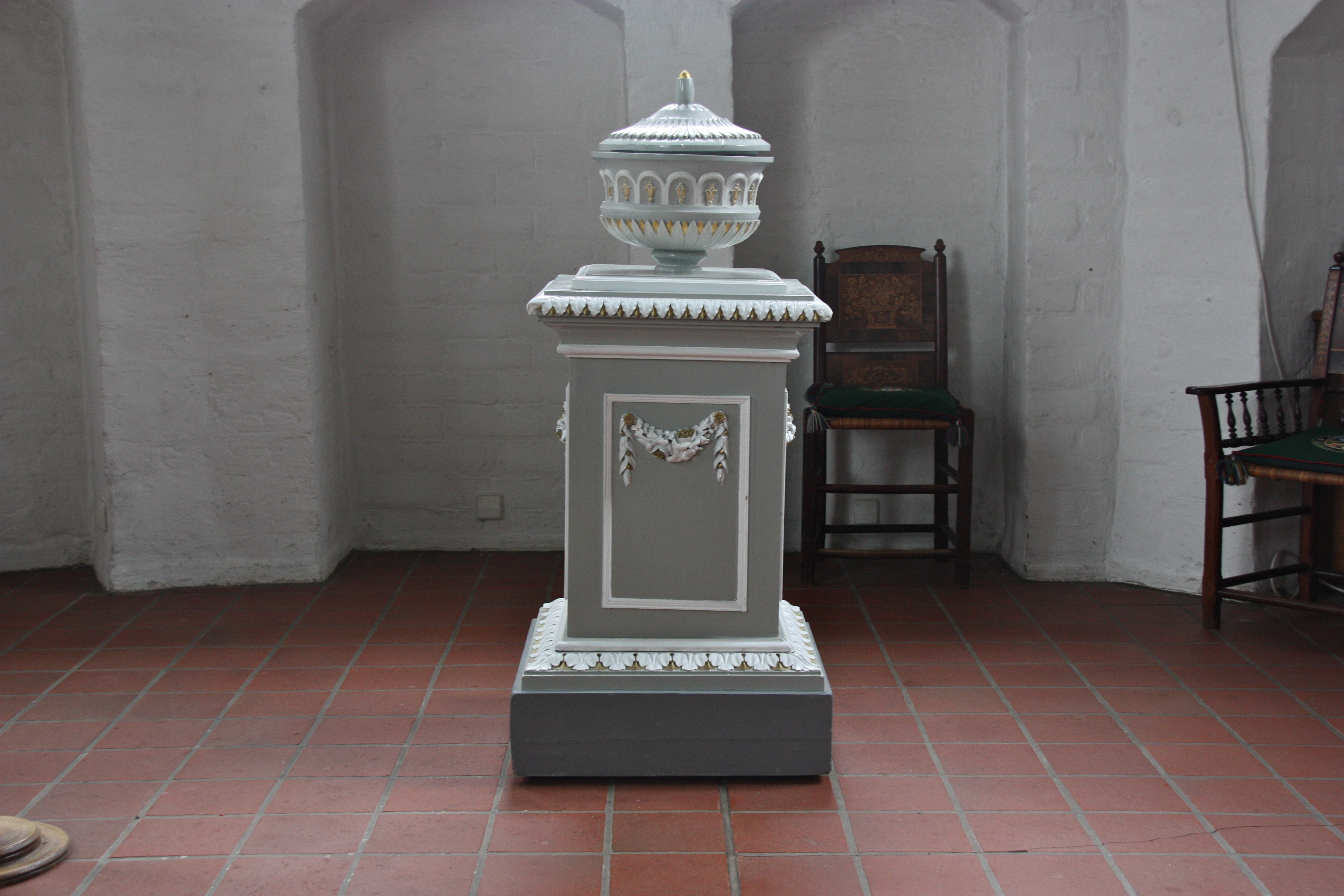
Taufsäule in St. Johannis, HH-Neuengamme, 1803
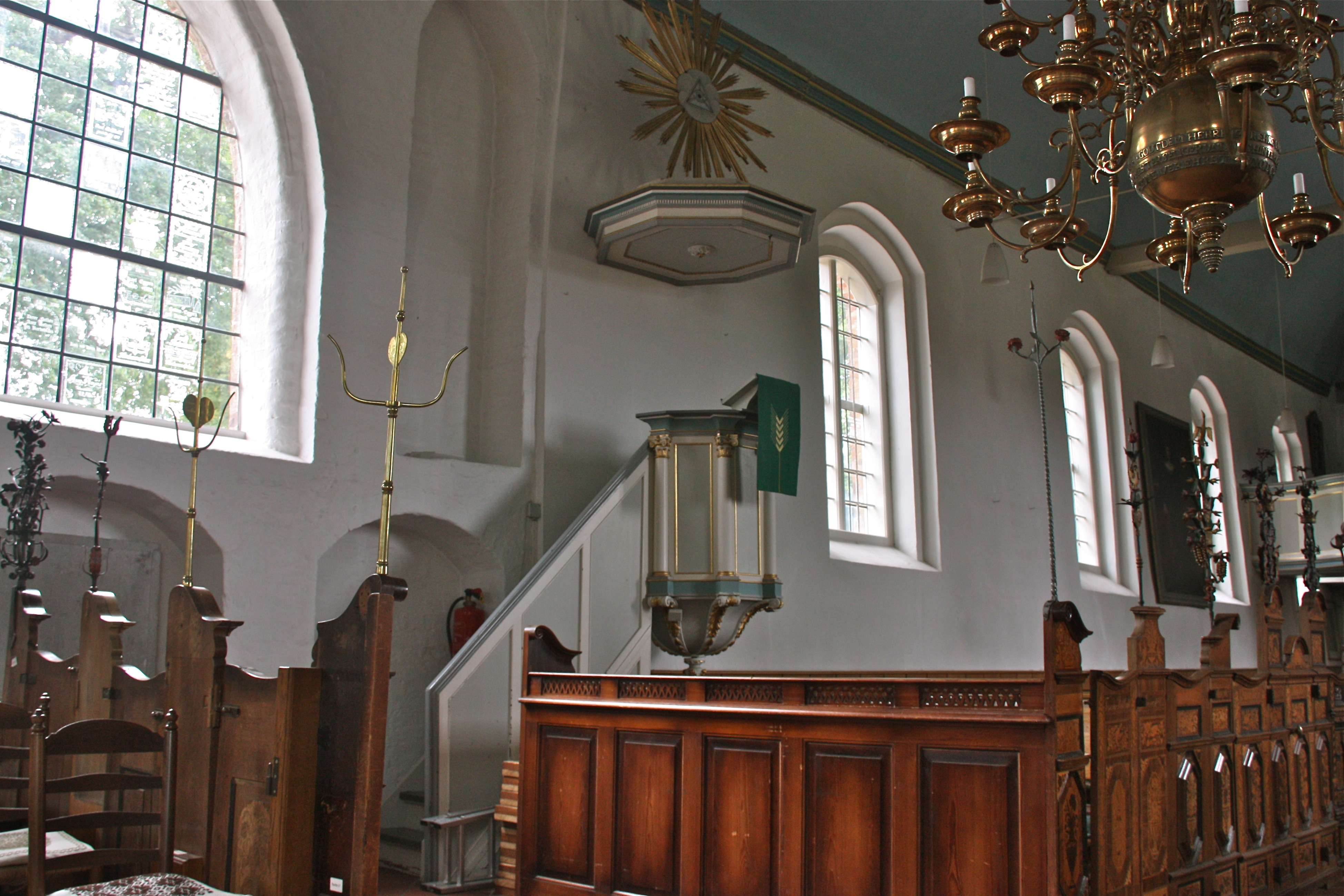
Kanzel mit Strahlenkranz in St. Johannis, HH-Neuengamme, 1803
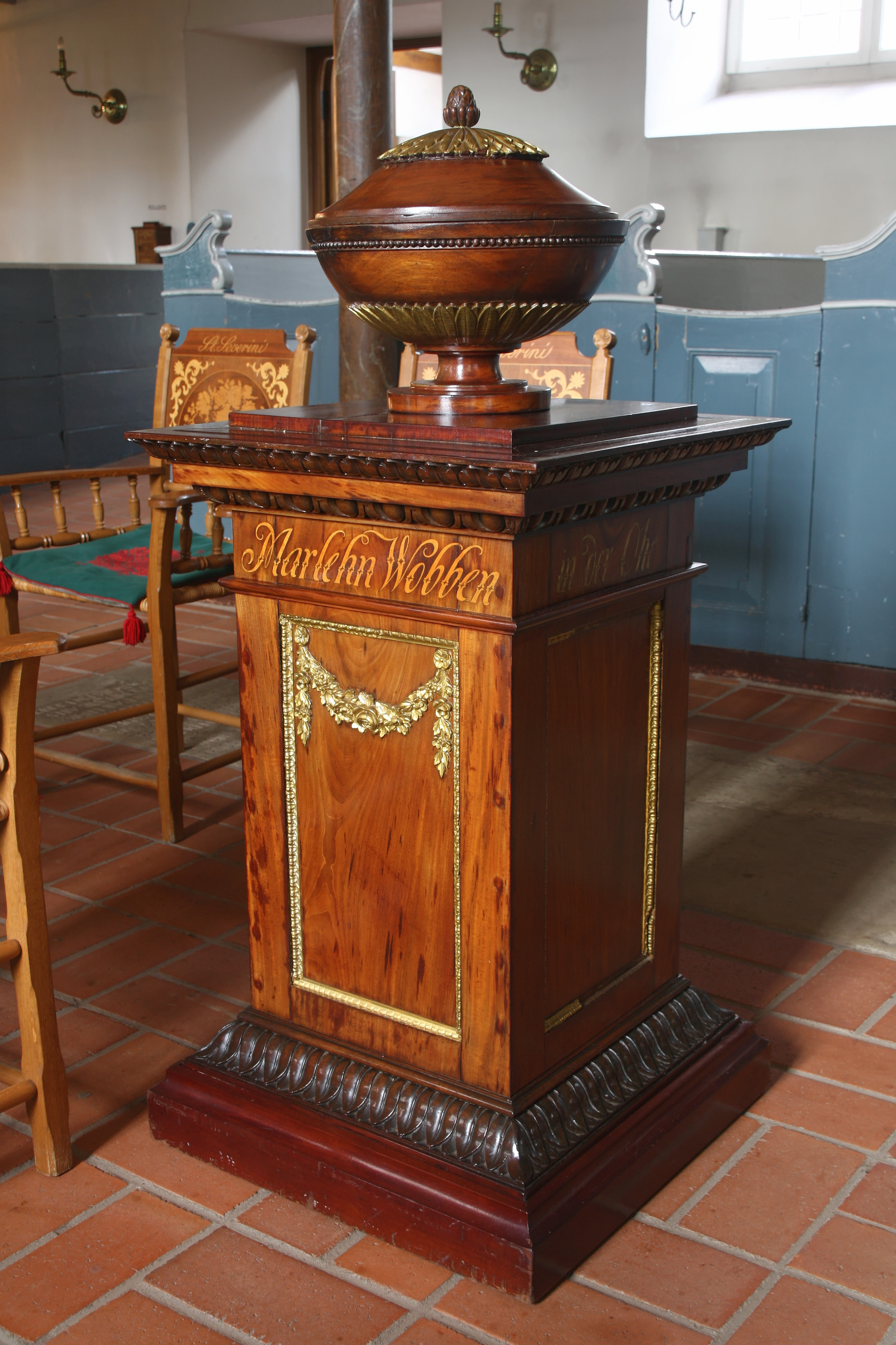
Taufsäule in St. Severini, HH-Kirchwerder, 1806
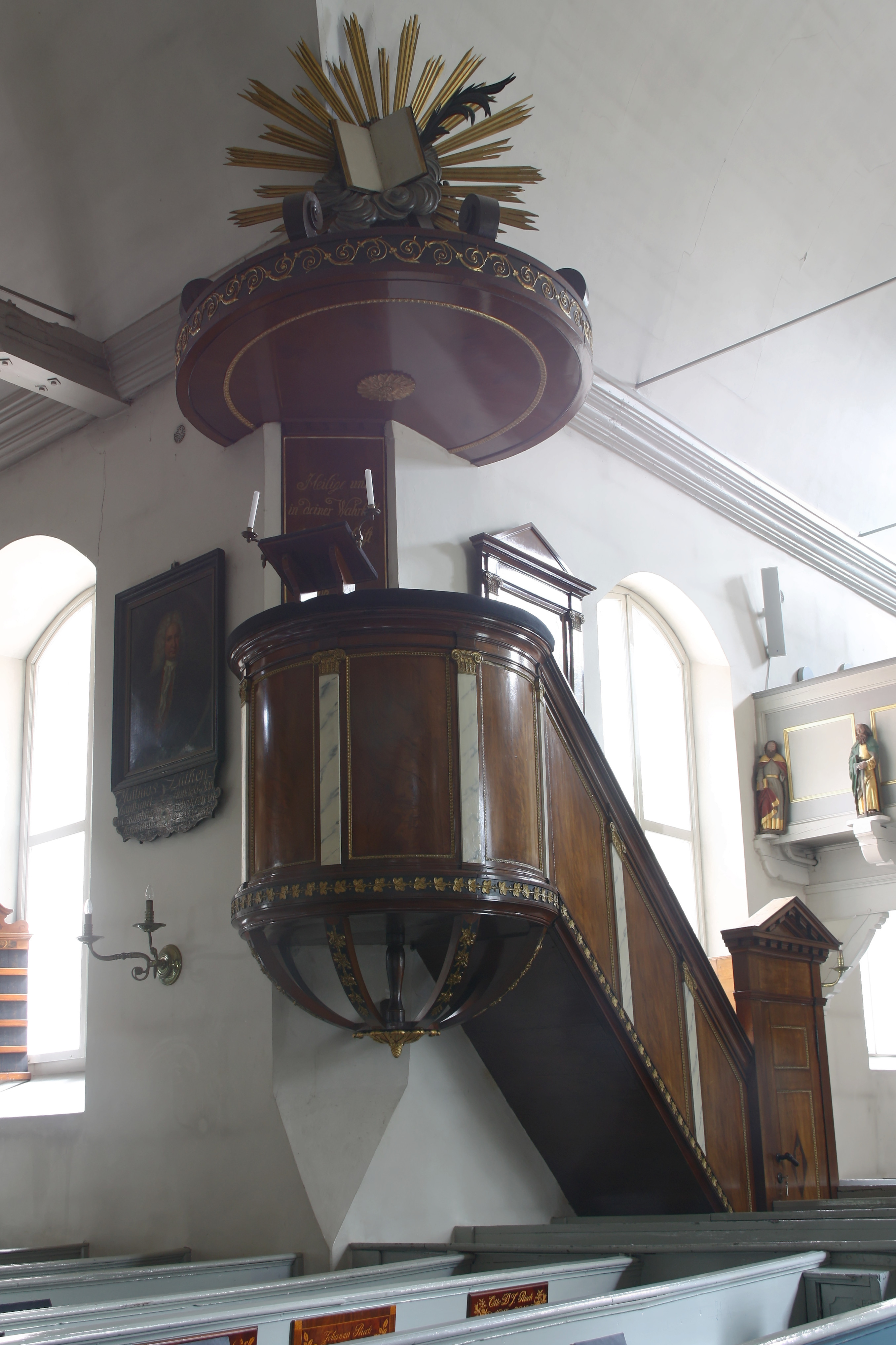
Kanzel mit Strahlenkranz in St. Severini, HH-Kirchwerder, 1806